# Tuarii
Tuarii ou Tuari'i (-1911) foi a rainha de Raiatea e Tahaa nas Ilhas de Sotavento, atual parte da Polinésia Francesa. Ela foi a última monarca do Reino de Raiatea e governou de forma rebelde em oposição ao domínio francês da ilha.
Tuarii nasceu na família real de Raiatea. Seu pai era o rei Tahitoe e sua irmã, a rainha Tehauroa . Uma disputa de sucessão deu o trono a uma prima de linha feminina Tamatoa VI que se submeteu ao domínio francês em 1888. Em resposta, ela e o chefe menor Teraupo'o lideraram um governo de resistência durante a rebelião de Raiatea (1887-1897) contra os franceses. Ela tentou, sem sucesso, obter o apoio diplomático dos britânicos, oferecendo as ilhas à Rainha Vitória e viajando para as Ilhas Cook controladas pelos britânicos. Os britânicos se recusaram a intervir. A rebelião terminou com a rendição de Tuarii e seus seguidores e a derrota e captura de Teraupo'o em 1897. Ela foi aposentada pelo governo colonial francês e morreu em 1911.

## Família
Tuarii era uma filha mais nova do Rei Tahitoe de Raiatea e Tahaa que governou de 1871 a 1881.  Seu avô Hihipa Tahitoe era filho de Vete'a-ra'i U'uru, o chefe de Opoa , e neto do Rei Tamatoa II de Raiatea de quem sua família reivindicou o direito ao trono de Raiatea. 
Em 1880, o rei Tahitoe aceitou o protetorado provisório do comissário francês Isidore Chessé. Tahitoe foi deposto por seus súditos por solicitar o protetorado e sua outra filha e sucessora, a Rainha Tehauroa, tentou sem sucesso alistar a proteção dos britânicos para preservar a independência de Raiatea de acordo com a Convenção de Jarnac de 1847. Após a morte de Tehauroa em 1884, um civil a guerra quase estourou entre dois rivais pelo trono. Para evitar a intervenção francesa, uma prima de linha feminina e um membro mais jovem da família real de Huahine foram empossados como Rei Tamatoa VI. 

## Reinado
Em 16 de março de 1888, os franceses anexaram Raiatea e Tahaa após a negociação formal entre a Grã-Bretanha e a França encerrar a Convenção de 1847. Em 1887 ou 1888, Tuarii foi instalado no trono pelo chefe rebelde Teraupo'o em oposição ao Rei Tamatoa VI, que se aliou aos franceses. Seu governo e o movimento de resistência estavam centrados na vila de Avera , localizada na costa leste de Raiatea. Os raiateanos apelaram sem sucesso a Robert Teesdale Simons, o cônsul britânico no Taiti , por assistência e ofereceram seu país à rainha Vitória ou a "Grande Rainha Branca".  Em 1895, a rainha Tuarii viajou para o protetorado britânico de Rarotonga nas Ilhas Cook para buscar a ajuda do residente britânico Frederick Moss, que se recusou a se encontrar com ela. 
Os franceses nomearam o governador Gustave Gallet para suprimir a rebelião. Gallet tinha experiência anterior com a supressão da rebelião Kanak de 1878 na Nova Caledônia. Em 1896, dois navios de guerra franceses, o cruzador Duguay-Trouin e o transportador Aube , chegaram da Nova Caledônia com duzentos soldados franceses para reprimir a resistência nativa. A força de invasão foi reforçada com uma companhia de voluntários taitianos. Em 27 de dezembro de 1896, o governador Gallet tentou negociar com os rebeldes para evitar o derramamento de sangue. Ele deu um ultimato para que os rebeldes se rendessem em 1º de janeiro de 1897. O governo rebelde em Avera sob a rainha Tuarii e 1700 rebeldes se renderam com relutância. 
Teraupo'o e os rebeldes de Tahaa e do distrito de Tevaitoa recusaram o apelo à rendição e a rebelião terminou após a captura do chefe rebelde após dois meses de guerra de guerrilha em 16 de fevereiro de 1897. As baixas da campanha de seis semanas foram quase cinquenta mortes principalmente do lado dos raiateanos. 

## Morte e posterioridade
A Tuarii foi oferecida uma pensão anual de 2.400 francos , mas os franceses recusaram seu pedido de pensão para membros de sua família. O governador francês escreveu: " Je vous laisse d'ailleurs le soin, si vous le jugez convenable, de prévenir Tuarii que si elle nous crée la moindre dificilé sa pension lui est retirée, car elle ne la doit qu'à notre extrême bienveillance en sa faveur "ou " Deixo-vos, se julgar oportuno, avisar a Tuarii que se ela criar algum tipo de dificuldade, a sua pensão será retirada, visto que só lhe é permitida graças à nossa extrema benevolência para com ela ".
A rainha faleceu em 1911. 